# Abraham Nilsen Hovland
Abraham Nilsen Hovland (* 27. Februar 1876 in Tønsberg; † 8. Mai 1957 in Oslo) war ein norwegischer Marineoffizier und Erfinder.

## Leben
Geboren als Sohn von Nicolai Bernhard Nilsen (1843–1912) und dessen Ehefrau Birgitte Marie Nilsen (* 1842), geb. Torgersen, hatte Abraham Nilsen Hovland sieben Geschwister. Er war verheiratet mit Sofie Nilsen Hovland, geb. Beylgaard, und wohnte in Melsomvik, heute ein Ortsteil von Sandefjord, und etwa ab 1910 in Christiania, wie die norwegische Hauptstadt Oslo in der Zeit von 1624 bis 1924 hieß.
Neben seiner Laufbahn als Marineoffizier war er als vielseitiger Erfinder tätig und erhielt zahlreiche Patente. Dazu gehörten höchst unterschiedliche Dinge, wie Signalübertragungsgeräte, Chiffriermaschinen, Flugzeuge und Fallschirme.
Darüber hinaus konstruierte Hovland die Torpedovisiereinrichtung, mit deren Hilfe am 9. April 1940, während des „Unternehmens Weserübung“ der Wehrmacht, also der deutschen Invasion Norwegens im Zweiten Weltkrieg, der Schwere Kreuzer Blücher der Kriegsmarine, nach Beschuss durch Küstengeschütze von der norwegischen Festung Oscarsborg, im Oslofjord durch zwei präzise treffende Torpedos versenkt wurde.
Im Jahr 2013 wurde Hovland fälschlicherweise die „Ersterfindung“ einer Rotor-Chiffriermaschine bereits in der Zeit zwischen 1904 und 1910 zugeschrieben. Dies beruhte allerdings auf einer Fehlinterpretation eines seiner Patente, was inzwischen aufgeklärt wurde. Tatsächlich hatte Hovland im Jahr 1911 in den Vereinigten Staaten und im Deutschen Kaiserreich zwar ein Chiffriergerät zum Patent angemeldet, allerdings handelte es sich bei seiner Erfindung um keins mit polyalphabetischer Substitution, sondern um ein Gerät, das unterschiedliche monoalphabetische Substitutionen nutzte, die mithilfe von sechs Drehschaltern gewechselt werden konnten. Diese wurden wohl 2013 irrtümlich als Chiffrierwalzen interpretiert.
Die Ersterfinder einer Rotor-Chiffriermaschine bleiben damit die beiden niederländischen Marineoffiziere Theo van Hengel (1875–1939) und Rudolf Spengler (1875–1955) im Jahr 1915.
Kapitän Abraham Nilsen Hovland wurde 81 Jahre alt.

## Patente (Auswahl)
- Patent  US1073130A: Signal system. Angemeldet am 27. Januar 1909, veröffentlicht am 16. September 1913, Erfinder: Abraham Nilsen Hovland.‌
- Patent  US1133726A: Method and apparatus for sending signal-impulses. Angemeldet am 12. Februar 1912, veröffentlicht am 30. März 1915, Erfinder: Abraham Nilsen Hovland.‌
- Patent  US2254963A: Airplane. Angemeldet am 21. Januar 1939, veröffentlicht am 2. September 1941, Erfinder: Abraham Nilsen Hovland.‌
- Patent  US2656996A: Parachute having an inflatable opening means. Angemeldet am 12. März 1951, veröffentlicht am 27. Oktober 1953, Erfinder: Abraham Nilsen Hovland.‌